# August Wilhelm Wedeking
August Wilhelm Wedeking (auch: Wedekind; * 22. Januar 1807 in Bremen; † 1875 in München) war ein deutscher Porträt- und Landschaftsmaler sowie Fotograf aus Bremen.

## Biografie
August Wilhelm Wedeking wurde am 22. Januar 1807 in Bremen als Sohn von Beta Maria (geb. Lahden) und dem Schneidermeister August Wilhelm Wedeking sen. geboren. Er war viermal verheiratet, doch sind nur die ersten drei Ehefrauen namentlich bekannt: Am 31. Juli 1831 heiratete er Gertrude Margarethe Heyn, deren Porträt sich heute in der Kunsthalle Bremen befindet. Die zweite Ehe schloss Wedeking am 10. November 1844 mit Wubeta Lange, Tochter von Anna (geb. Bäckmann) und dem Organisten Johann Hinrich Lange. Seine dritte Gattin wurde am 27. Februar 1848 Rebecka Margarethe Wessels, die Tochter von Engel Giorgine Brandes und Jacob Wessels.
Wedeking ließ sich 1821 bis 1826 in Bremen zum Dekorationsmaler ausbilden. Anschließend begab er sich über mehrere Jahre hinweg auf Wanderschaft. Zwar ist bisher nichts über den Weg und die Ziele bekannt, doch legt der Fortgang der künstlerischen Entwicklung den Schluss nahe, dass die Stadt München zu Wedekings Stationen zählte. Nach der Rückkehr nach Bremen 1831 wird Wedeking von 1832 bis 1833 im Adressbuch als „Maler“ in der Papenstraße 10 aufgeführt. Unter derselben Berufsbezeichnung wohnte und arbeitete er 1834 bis 1839 in der Neuenstraße 78. Parallel zu seiner Tätigkeit als Dekorationsmaler betrieb Wedeking 1840 bis 1841 einen Farbenhandel. Von 1841 bis 1844 studierte Wedeking in München die Porträtmalerei. Diese Profession wird 1842 bis 1845 im Bremer Adressbuch verzeichnet. Noch immer handelte Wedeking mit Farben, doch änderte sich dies 1846, als der Künstler sich bis 1848 nur noch als „Portraitmaler“ auflisten ließ.
Als typischer Vertreter der biedermeierlichen Bildniskunst war Wedeking stark von der idealisierenden Malweise des bayerischen Hofmalers Joseph Karl Stieler geprägt. Ein stilistischer Orientierungspunkt der Frauenbildnisse Wedekings war die Schönheitengalerie im Münchener Schloss Nymphenburg, entstanden 1827 bis 1850. Von Einfluss war zudem das Werk Ferdinand Georg Waldmüllers.
Beispiele für Wedekings Porträtmalerei befinden sich in der Kunsthalle Bremen. Die Arbeiten wurden im Rahmen eines Forschungsprojekts. Ein Selbstbildnis Wedekings gelangte 2006 als Geschenk von Irene Strauß in die Kunsthalle. Weitere Porträts des Künstlers -befinden sich unter anderem im Focke-Museum in Bremen.
1846 bis 1847 studierte Wedeking in München die Kunst der Landschaftsmalerei. Ein Beispiel dafür ist das Gemälde Blick vom Glockenturm aus dem Jahr 1847, das Heinrich Glosemeyer 1949 der Kunsthalle Bremen schenkte.
Trotz seiner Aufenthalte in München war Wedeking fortgehend in Bremen aktiv. 1849 eröffnete er neue Räume am Wall 74a. Dort fertigte er weiterhin Bildnisse an, doch nannte er sich außerdem bis 1850 „Inhaber des Museums für Kunst“. Offensichtlich betrieb der Bremer Künstler unter anderem eigene Ausstellungsflächen, die nur zur Präsentation, aber nicht als Atelier genutzt wurden. Im Zeitraum 1851 bis 1852 bot Wedeking ein breites Spektrum an künstlerischen Dienstleistungen an: Neben der Anfertigung von Bildnissen gab er Unterricht im Malen und Zeichnen, zeigte Werke in einer „permanenten Kunstausstellung und Kosmoramen“. Zugleich führte er in seinen Geschäftsräumen eine „Kunsthandlung“. Den Ausstellungsbetrieb stellte Wedeking 1853 wieder ein, um dann ab 1854 zusätzlich mit Galanteriewaren zu handeln. Von 1855 bis 1858 verkaufte er des Weiteren Schreibwaren und Künstlerbedarf.
Wedekings Bilder wurden 1843 bis 1860 in verschiedenen Ausstellungen des Kunstvereins in Bremen gezeigt. Die Einträge in den Katalogen und Gemälde-Verzeichnissen spiegeln seinen künstlerischen Werdegang wider: 1843 und 1845 wurden in der Schau nur Porträts des Malers gezeigt. Nach seiner Schulung als Landschaftsmaler stellte er 1847, 1849, 1852, 1854, 1856 und 1858 sowohl Bildnisse als auch diverse Landschaftsbilder aus. Einen weiteren Wendepunkt markiert die Ausstellung von 1860, als Wedeking neben Landschaften auch zwei Porträtfotografien präsentierte. Schon seit 1859 fungierte Wedeking laut Adressbuch offiziell als „Portraitmaler“ und „Photograph“. Wohl bei einem dritten längeren Aufenthalt in München, dessen zeitlicher Rahmen nicht genauer benannt werden kann, hatte der Künstler eine entsprechende Ausbildung erhalten. Wedeking war in der Hansestadt ein Fotopionier.
Im Focke-Museum wird eine Fotografie des Bremer Marktplatzes von Wedeking aufbewahrt. Sie zeigt die alten Bürgerhäuser, die 1860 abgerissen wurden, um Platz für die neue Börse zu schaffen. Die Aufnahme hat dokumentarischen Wert, da sie als einzige Fotografie das ‚Baleer’sche Haus‘ um 1500 sowie das ‚Pundsack’sche Haus‘ aus der Mitte des 16. Jahrhunderts vor ihrer Niederlegung zeigt.
Wedeking warb für sein Fotoatelier 1860 per Zeitungsannonce und bot seine Aufnahmen „zu jeder Tageszeit, in bester Güte, jeder Größe und zu billigen Preisen“ an. Mit seiner Spezialisierung auf die Porträtfotografie wandte er sich einem Markt mit wachsender Nachfrage zu. Auch Angehörige der mittleren sozialen Schicht konnten es sich leisten, fotografiert zu werden. Gerade die frühen Bremer Fotografen hatten häufig eine künstlerische Ausbildung genossen und waren wie beispielsweise Wedeking in der Porträt- und Landschaftsmalerei bewandert. Die Reklame für sein Geschäft hob diese Qualifikation explizit hervor. So heißt es beispielsweise in einer Annonce von 1865: „Mein Photographie-Atelier, […] dem geehrten Publikum bestens empfohlen. A. W. Wedeking, Portraitmaler.“
1864 zog der Künstler an den Wall 158. Aller Wahrscheinlichkeit nach verkleinerte Wedeking sein Geschäft und Angebot in den letzten Lebensjahren: 1873 ist im Adressbuch unter seinem Namen nur noch die „Kunsthandlung“ verzeichnet und 1874 wird er einzig als „Kunstmaler“ mit Sitz an der Ostertorstraße identifiziert. Wedeking verließ bald darauf Bremen und zog zu einem nicht genauer bestimmbaren Zeitpunkt nach München.